# 中学年
中学年（ちゅうがくねん）は、小学校の3・4学年、またその学年の児童のこと。なお、この「中学年」という言葉を使わず、高学年（4 - 6年生）と低学年（1 - 3年生）に二分する場合もある。
本来、単に学年を意味する言葉でしかないが、日本の小学校は年齢主義によって運営されているため、年齢はほとんどが8 - 10歳（10歳からプレティーン）である。

## 中学年の特徴
- 学習指導要領ではおもに4年生からクラブ活動を始めると規定されている（3年生、5年生から始まる学校もあり）。
- 10歳になる4年生で、2分の1成人式を行う学校が増えている。
- 生活に代わり理科・社会の授業が始まる。
- 英語・総合的な学習の時間の授業が始まる。
- 体育の授業に保健が加わる。
- ギャングエイジの年齢にあたる。
- 男子は中学年の間、思春期前の状態が続くが、早い者は中学年の間に思春期に入る。女子は中学年の間までに思春期に入る者が多くなるが、遅い者は中学年の間も思春期前の状態が続く。[1][2][3][4]。